# Liste der Monuments historiques in Laroque (Gironde)
Die Liste der Monuments historiques in Laroque (Gironde) führt die Monuments historiques in der französischen Gemeinde Laroque auf.

## Liste der Objekte
| Bezeichnung                                                             | Beschreibung                              | Standort                     | Kennzeichnung | Schutzstatus | Datum | Bild |
| ----------------------------------------------------------------------- | ----------------------------------------- | ---------------------------- | ------------- | ------------ | ----- | ---- |
| Skulptur Madonna mit Kind                                               | Ton, 1851                                 | in der Kirche St-Jean (Lage) | PM33001807    | Inscrit      | 2000  |      |
| Gemälde Maria mit Jesus, Johannes dem Täufer und der heiligen Elisabeth | 1675, von Jean Mazoyer nach Giulio Romano | in der Kirche St-Jean (Lage) | PM33000561    | Classé       | 1977  |      |